# 과도한 광범성의 원칙
과도한 광범성의 원칙(영어: overbreadth doctrine)은 미국 헌법에서 표현의 자유 규제에 대한 규제 원칙이다.
영미법에서 헌법이론으로 자주 논의되는 자유 규제에 대한 규제 원칙으로는, 명백하고 현존하는 위험의 원칙(The Doctrine of Clear and Present Danger), 과도한 광범성의 원칙(The Overbreadth Doctrine), 막연하기 때문에 무효의 원칙(The Void-for Vagueness Doctrine, 명확성의 원칙), 덜 제한적인 규제의 원칙(The Less Restrictive Alternative, LRA, 과잉금지의 원칙) 등이 있다.